# Siegfried Voigt
Siegfried Voigt   (Schneeberg, 3 d'octubre de 1950) fou un jugador d'handbol alemany que va competir sota bandera de la República Democràtica Alemanya durant la dècada de 1970.
El 1972 va prendre part en els Jocs Olímpics de Múnic, on fou quart en la competició d'handbol. Vuit anys més tard, als Jocs de Moscou, guanyà la medalla d'or en la mateixa competició. El 1974 guanyà la medalla de plata al Campionat del món d'handbol i el 1978 la de bronze. A nivell de clubs jugà al BSG Wismut Aue i SC Leipzig.
El 1980 va ser guardonat amb l'Ordre del Mèrit Patriòtic de plata.